# Киреску, Йоан
Йоа́н Думи́тру Кире́ску (рум. Ioan Dumitru Chirescu; 5 января 1889, Чернаводэ, Констанца, Румыния — 25 марта 1980, Бухарест, Румыния) — румынский композитор, хоровой дирижёр и педагог. Народный артист Румынии (1959).

## Биография
В 1910—1914 годах учился в Бухарестской консерватории у Думитру Кириак-Джорджеску и Альфонсо Кастальди, а также в 1922—1927 годах в Париже у Венсана д’Энди и Ги де Лионкура. В 1927—1950 годах, по возвращении на родину, — дирижёр и художественный руководитель хорового общества «Кармен». Выступал как хоровой дирижёр в Румынии (в том числе и в церкви) и за рубежом. В 1927—1964 годах — профессор Бухарестской консерватории, в 1950—1955 годах её директор.

## Награды
- 1954 — Заслуженный деятель искусств СРР[3]
- 1955 — Орден Труда I степени[4]
- 1955 — Государственная премия СРР
- 1959 — Народный артист СРР[5]
- 1959 — Орден Звезды Народной Республики Румыния IV степени[6]
- 1962 — Эмерит
- 1967 — Орден «За заслуги перед культурой»[рум.] I степени[7]
- 1974 — Орден «23 августа» I степени[8]